# I Will Be
"I Will Be" is een nummer van zangeres Leona Lewis. Het werd 3 februari 2009 als de derde Noord-Amerikaanse single uitgebracht (na "Bleeding Love" en "Better in Time") ter promotie van haar debuutalbum Spirit.

## Achtergrondinformatie
"I Will Be" is een poprockballad geschreven door de Canadese zangeres Avril Lavigne met Max Martin en Lukasz Gottwald. Het staat op de Limited Editie van haar album The Best Damn Thing.
Zangeres Katy Perry over het nummer:
""I Will Be" is een nummer dat ik al een tijdje ken. Als buitenstaander weet ik dat iedereen heel graag wilde dat Avril het op haar album zou zetten, maar om redenen, die ik niet zeg, deed ze dit niet. Ik kan mij herinneren dat Dr. Luke dit nummer voor mij afspeelde en ik was op het punt te gaan huilen, omdat ik een nummer had gehoord dat de grootste ding ooit zou zijn. Ik bedoel, mensen, wees voorbereid een lange tijd dit nummer te horen bij elk bruiloft."

## Promotie
Ze bracht het nummer voor het eerst bij The David Letterman Show ten gehore, als onderdeel van de singlepromotie. Ook zong ze het nummer al eerder voor de promotie voor haar album bij Stripped, naast enkele andere nummers van haar album.

## Videoclip
De videoclip werd 19 december 2008 opgenomen.